# Monoxerutin
Monoxerutin là một flavonol, một loại flavonoid. Nó chính xác hơn là một hydroxyethylrutoside.